# Травуния
Травуния (или Требинье; серб. Травунија или Травуња, лат. Terbounia) — историческая сербская область с центром в Требине в сегодняшней восточной Герцеговине и южной Далмации (ныне часть Хорватии). Иногда её называют Требине (серб. Требиње). Прежнее название — Трибуний (серб. Трибунија; область между Дубровником и Котором).

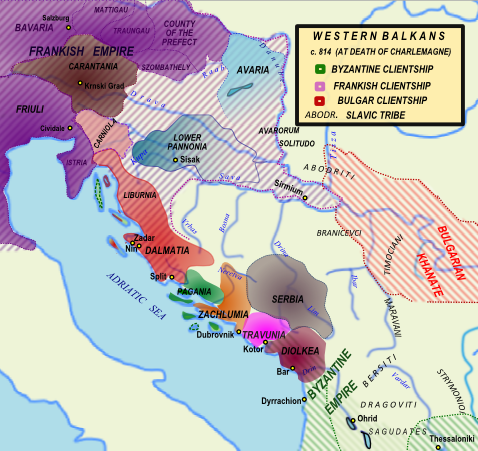

## Предыстория

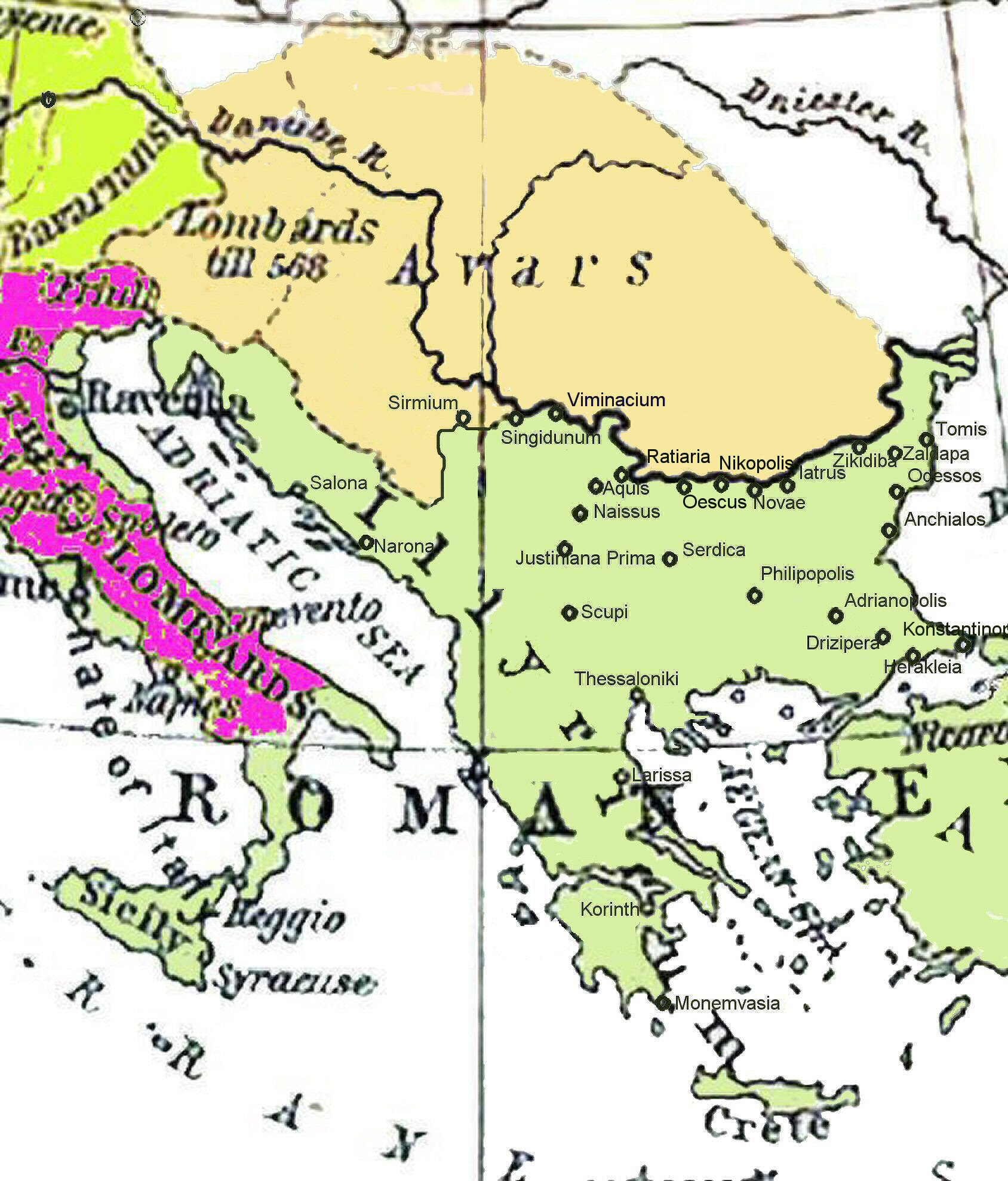
Балканы в начале VII века

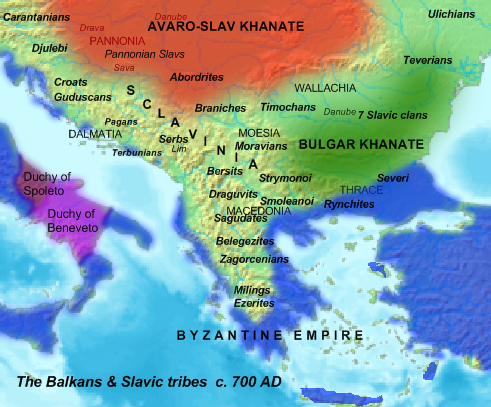
Расселение южнославянских племён в 700 году

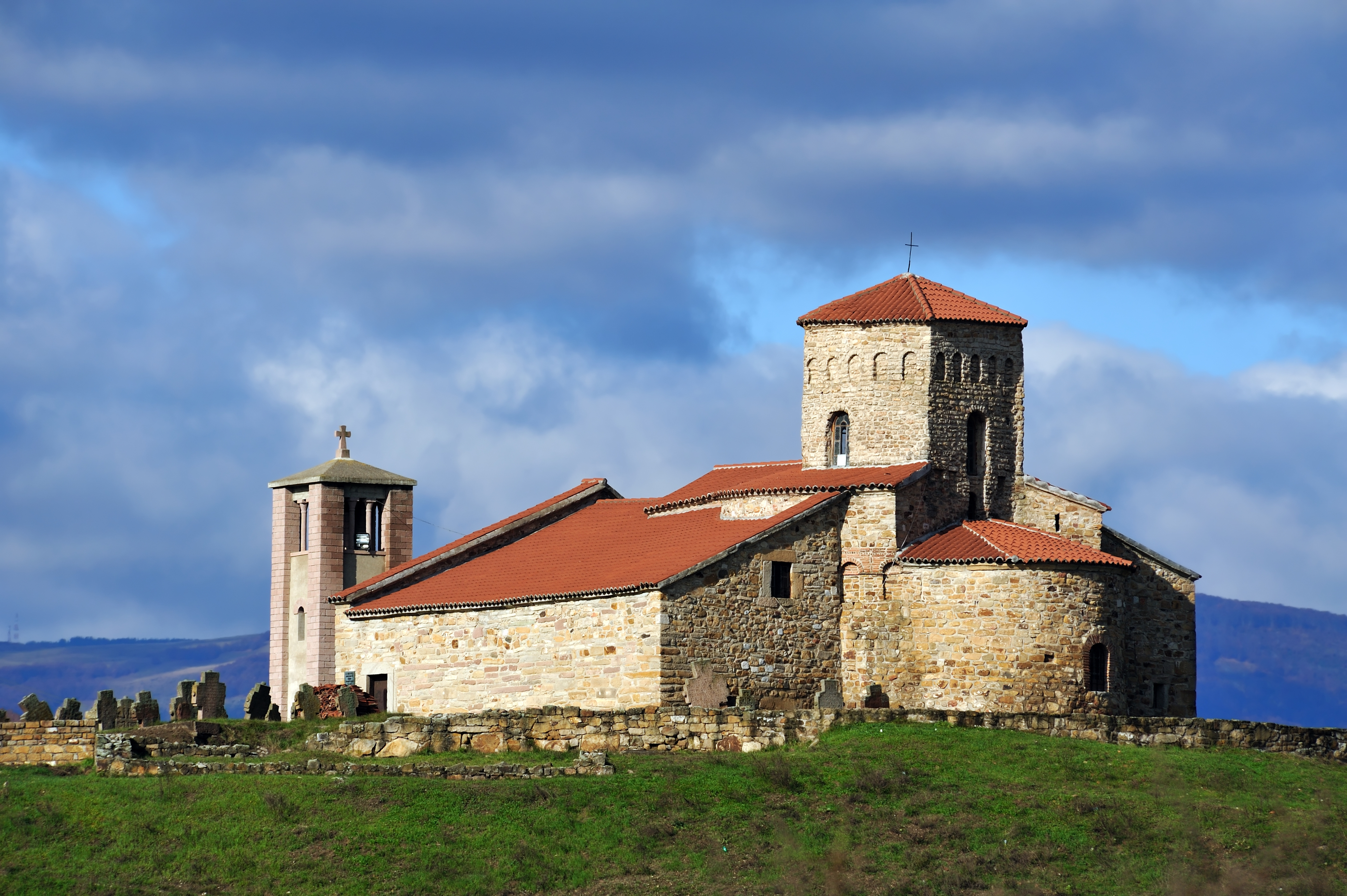
Церковь Святых Апостолов Петра и Павла (Стари-Рас)